# Struga, Borovlje
Struga (nemško Strau) je naselje v Občini Borovlje v Okraju Celovec-dežela na Koroškem v Avstriji.